# ابودمیعه
ابودمیعه، روستایی در دهستان ویس بخش ویس شهرستان باوی در استان خوزستان ایران است.

## جمعیت
بر پایه سرشماری عمومی نفوس و مسکن در سال ۱۳۹۵، جمعیت این روستا برابر با ۱۹ نفر (۴ خانوار) بوده است.